# Records de Grande-Bretagne de cyclisme sur piste
Les records de Grande-Bretagne de cyclisme sur piste sont les meilleures performances réalisées par des pistards britanniques.

## Hommes
| Épreuve                                         | Record       | Cycliste                                               | Date             | Compétition                     | Lieu                    | Ref   |
| ----------------------------------------------- | ------------ | ------------------------------------------------------ | ---------------- | ------------------------------- | ----------------------- | ----- |
| Sprint sur 200 mètres, départ lancé             | 9.306        | Jack Carlin                                            | 4 août 2021      | Jeux olympiques                 | Izu, Japon              | [ 1 ] |
| Sprint sur 500 mètres, départ lancé             | 24.758 RM    | Chris Hoy                                              | 13 mai 2007      |                                 | La Paz, Bolivie         |       |
| Kilomètre contre-la-montre, départ arrêté       | 58.880       | Chris Hoy                                              | 13 mai 2007      |                                 | La Paz, Bolivie         |       |
| Sprint sur 750 mètres par équipes départ arrêté | 41.829       | Jack Carlin Jason Kenny Ryan Owens                     | 3 août 2021      | Jeux olympiques                 | Izu, Japon              | [ 2 ] |
| Poursuite individuelle sur 4 000 mètres         | 4:05.274     | Daniel Bigham                                          | 4 mars 2022      | Championnats de Grande-Bretagne | Newport, Royaume-Uni    | [ 3 ] |
| Poursuite par équipes sur 4 000 mètres          | 3:45.636     | Ethan Hayter Charlie Tanfield Ethan Vernon Oliver Wood | 4 août 2021      | Jeux olympiques                 | Izu, Japon              | [ 4 ] |
| Record de l'heure                               | 55,548 km RM | Daniel Bigham                                          | 19 août 2022     |                                 | Granges, Suisse         | [ 5 ] |
| Record de l'heure (meilleure performance UCI)   | 56.375 km    | Chris Boardman                                         | 7 septembre 1996 |                                 | Manchester, Royaume-Uni |       |

## Femmes
| Épreuve                                         | Record       | Cycliste                                            | Date              | Compétition           | Lieu                    | Ref    |
| ----------------------------------------------- | ------------ | --------------------------------------------------- | ----------------- | --------------------- | ----------------------- | ------ |
| Sprint sur 200 mètres, départ lancé             | 10.495       | Katy Marchant                                       | 6 août 2021       | Jeux olympiques       | Izu, Japon              | [ 6 ]  |
| Sprint sur 500 mètres, départ lancé             | 30.61        | Victoria Pendleton                                  | 27 août 2002      |                       | Manchester, Royaume-Uni |        |
| Contre-la-montre sur 500 mètres, départ arrêté  | 33.838       | Victoria Pendleton                                  | 31 octobre 2009   | Coupe du monde        | Manchester, Royaume-Uni |        |
| Sprint sur 500 mètres par équipes départ arrêté | 32.400       | Becky James Jess Varnish                            | 5 décembre 2013   | Coupe du monde        | Aguascalientes, Mexique | [ 8 ]  |
| Sprint sur 750 mètres par équipes départ arrêté | 47.702       | Lauren Bate Blaine Ridge-Davis Milly Tanner         | 5 octobre 2021    | Championnats d'Europe | Granges, Suisse         | [ 9 ]  |
| Poursuite individuelle sur 3 000 mètres         | 3:24.119     | Katie Archibald                                     | 6 avril 2018      | Jeux du Commonwealth  | Brisbane, Australie     | [ 10 ] |
| Poursuite par équipes sur 3 000 mètres          | 3:14.051 RM  | Danielle King Joanna Rowsell Laura Trott            | 4 août 2012       | Jeux olympiques       | Londres, Royaume-Uni    | [ 12 ] |
| Poursuite par équipes sur 4 000 mètres          | 4:06.748     | Katie Archibald Laura Kenny Neah Evans Josie Knight | 3 août 2021       | Jeux olympiques       | Izu, Japon              | [ 13 ] |
| Record de l'heure                               | 48.405 km RM | Joss Lowden                                         | 30 septembre 2021 |                       | Granges, Suisse         | [ 14 ] |
| Record de l'heure (meilleure performance UCI)   | 47.608 km    | Yvonne McGregor                                     | 18 juin 1997      |                       | Manchester, Royaume-Uni |        |